# Челонер, Уильям
Уильям Челонер (англ. William Chaloner; 1650, Уорикшир — 22 марта 1699, Тайберн)
 — английский фальшивомонетчик и мошенник, врач-шарлатан, гадальщик, астролог, продавец интимных игрушек. Несколько раз заключался в Ньюгейтскую тюрьму, а впоследствии обвинён в государственной измене Исааком Ньютоном (хранителем Королевского Монетного двора). 22 марта 1699 года повешен в Тайберне.
Челонер вырос в бедной семье в Уорикшире, но благодаря успехам как фальшивомонетчика и мошенника, стал весьма богатым, имел дом в Найтсбридже (богатом районе Лондона). Он начинал со штамповки гроутов, а затем занялся подделкой гиней, французских пистолей, крон, полукрон, банкнот и лотерейных билетов. Изготавливал и продавал фаллоимитаторы. Занимался шарлатанством, прорицанием и провокациями для получения государственных наград